# Piattaforma di ghiaccio Pubblicazioni
La piattaforma di ghiaccio Pubblicazioni è una piattaforma glaciale lunga circa 60 km situata davanti alla costa sud-orientale della baia di Prydz, fra il monte Caroline Mikkelsen e la penisola Stornes, nella Terra della Principessa Elisabetta, in Antartide. La struttura è alimentata da diversi ghiacciai, da sud ovest a nord est: il Polar Times, il Polo, il Polarforschung, il Polar Record e il Polarårboken.

## Storia
La piattaforma fu mappata per la prima volta grazie a fotografie aeree scattate durante la spedizione Lars Christensen, 1936-37. Nel 1952 la struttura fu chiamata lingua glaciale Pubblicazioni da John H. Roscoe che la delineò grazie a fotografie aeree scattate dalla Marina militare degli Stati Uniti d'America (USN) durante l'operazione Highjump nel 1946-47 ma l'espressione piattaforma glaciale risultò poi essere più adatta. Il nome deriva dai diversi ghiacciai circostanti, tutti battezzati in onore di pubblicazioni inerenti alle regioni polari.